# Université d'État de Mayville
L'université d'État de Mayville (en anglais : Mayville State University ou MaSU) est une université américaine située à Mayville dans le Dakota du Nord.

## Présentation

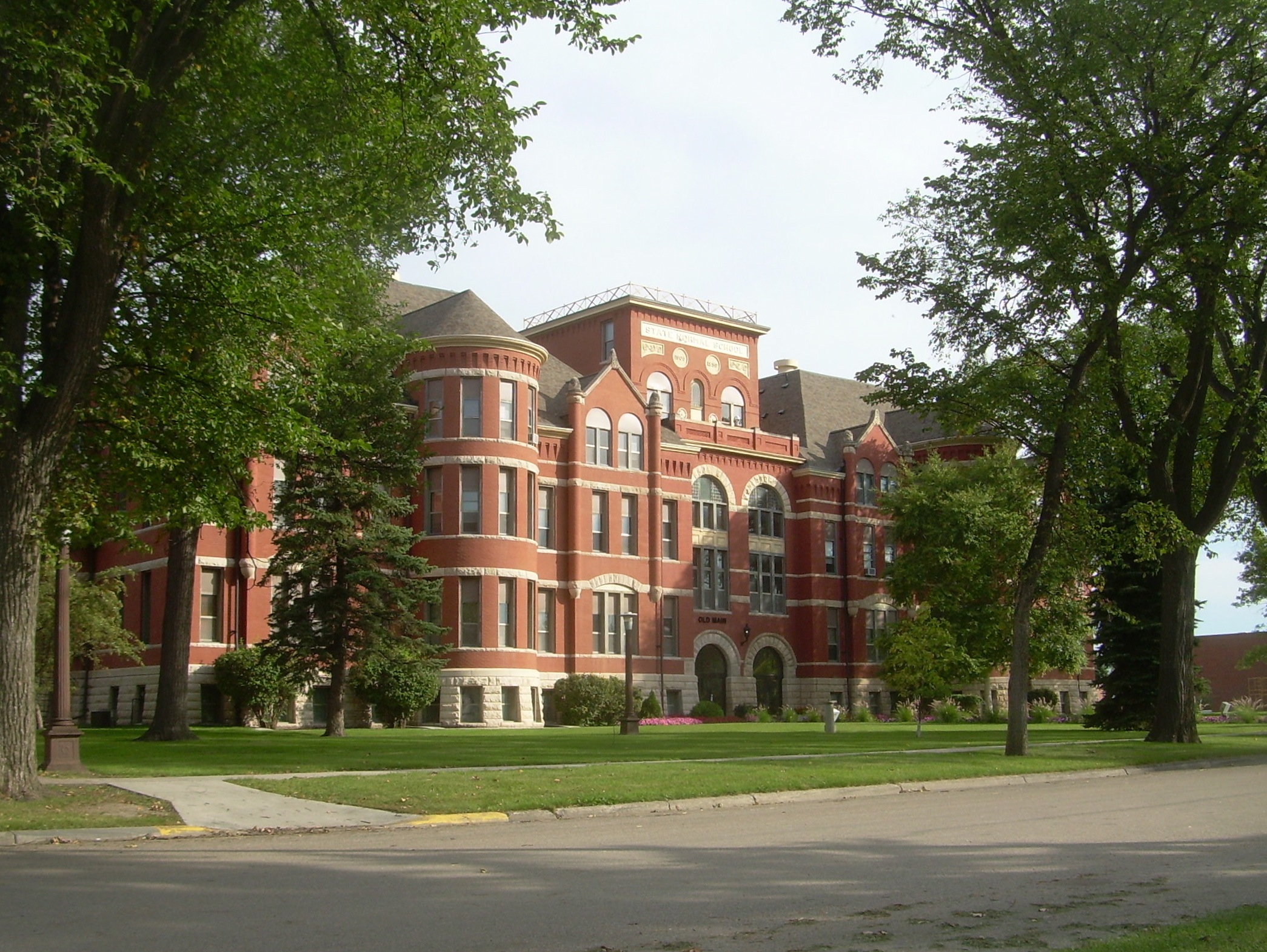
Campus de l'université d'État de Mayville